# 伊東貫斎
伊東 貫斎（いとう かんさい、文政9年5月19日（1826年6月24日） - 明治26年（1893年）7月28日）は、幕末の蘭方医。幕府奥医師。名は盛貞。

## 人物
文政9年（1826年）、武蔵国府中六所宮禰宜、織田筑後の二男として生まれ、緒方洪庵よりオランダ医学を学ぶ。伊東玄朴の長女を妻とし、紀州藩医となる。また公使タウンゼント・ハリスの治療で名声を挙げる。安政5年（1858年）7月7日、将軍徳川家定の急病に際し紀州藩医より幕府医師に登用。同年11月23日、法眼に叙せらる。元治元年（1864年）12月16日、法印に昇叙、瑤川院と号す。明治以降、宮中侍医を勤め、明治26年（1893年）没。谷中霊園に葬る。織田研斎は実兄である。